# Pártás lugasépítő
A pártás lugasépítő (Chlamydera maculata) a madarak osztályának verébalakúak (Passeriformes) rendjébe és a lugasépítő-félék (Ptilonorhynchidae) családjába tartozó faj.

## Előfordulása
Ausztrália keleti részének belső területein él. A hegyoldalak és patakpartok száraz, sűrű erdőségeiben honos.

## Megjelenése
Testhossza 28 centiméter és testtömege 150 gramm. Egyszerű barnás tollazatú faj. Egyedüli ékessége a nyakán levő mályvaszínű tarkófoltja. A hím és nőstény megjelenése azonos.

## Életmódja
Gyümölcsökkel és rovarokkal táplálkozik.

## Szaporodása
A hím a tojó elcsábítására egy lugast épít, mely két párhuzamos falból áll, amelyeket földbe szúrt száraz ágak és füvek alkotnak. A bejáratot fehér és zöld színű tárgyakkal, például csontokkal, csigaházakkal, tollakkal díszít. Újabban emberi eredetű tárgyakat, így kupakokat, üvegcserepeket is felhasznál a dekoráláshoz. A hím nem csupán lugasával (melyet folyamatosan őrizni kénytelen a többi hímtől), de viselkedésével is csábítja a tojókat. Minden hím igyekszik minél több tojót magához csalogatni. Lugasa előtt a hím mályvaszínű tarkófoltját mutogatva, sziszegő, csicsergő hangokat hallatva csalogatja a tojókat.
A lugast fészekként nem használja a faj. A tojó ágakból készíti fészkét és levelekkel béleli ki. Két tojását egyedül költi ki 19–22 nap alatt. A kikelő fiókákat is a tojó neveli fel egyedül.